# As Palavras de Mórmon
As Palavras de Mórmon é um dos livros que compõem o Livro de Mormon.

## Resumo
Mórmon resume as placas maiores de Néfi—Ele põe as placas menores com as outras placas—O rei Benjamim estabelece paz na terra. Aproximadamente 385 d.C. 